# Dein Herz kennt die Wahrheit
Dein Herz kennt die Wahrheit (Hindi, दिल आशना है, Dil āśnā hai, Übersetzung) ist ein indischer Spielfilm von Hema Malini aus dem Jahr 1992.

## Handlung
Laila, aufgewachsen in einem Bordell, ist eine Kabaretttänzerin in Digvijay Singhs Fünf-Sterne-Hotel. Eines Tages wurde sie von ihrer Mutter darüber informiert, dass sie ein Adoptivkind ist und sie nicht ihre leibliche Mutter sei.
Digvjay Singhs, Pharmaindustrieller und Besitzer mehrerer Nachtklubs, einziger Sohn Karan verliebt sich in des Vaters Angestellte Leila. Digvjay rügt seinen Sohn, da er eine Tänzerin liebt. Laila wird aber von Karan bei der Suche nach ihrer leiblichen Mutter unterstützt. Die Suche führt sie zu Razia, die ihnen enthüllt, dass es vor 18 Jahren drei recht unanständige Mädchen an ihrem College gab – Barkha, Raaj und Salma. Die waren verliebt in drei Jungen, und eine davon hat ein Mädchen zur Welt gebracht.
Jede von ihnen sorgte sich um das Kind, als wäre es ihr eigenes. Später würde das Mädchen Razia überlassen. Nun leben alle drei Frauen ihr eigenes Leben, angesiedelt in der guten Gesellschaft. Doch Laila ist entschlossen, die drei zusammenzubringen und von ihnen Antworten zu bekommen und die Anerkennung ihrer richtigen Mutter.
Eines Tages erfährt Laila von Karan, wo die drei Frauen zu finden seien. Gleichzeitig wird Digvjay Singhs Pharmazeutik-Fabrik die Lizenz entzogen, da einige Patienten von einem neuartigen Medikament erkrankt sind. Laila und Karan versammeln mit List die inzwischen jahrelang zerstrittenen Frauen. Nachdem sie Laila zur Rede gestellt hatte, wollte sich niemand des Rufs wegen stellen und leugneten eine Verbindung zwischen Laila und ihnen.
Enttäuscht von diesem Vorfall, resigniert Laila und erscheint nicht mehr bei der Arbeit und verliert somit ihren Obdach. Digvjay heuert seine engsten Mitarbeiter an, sie zu entführen und gegebenenfalls zu töten. Dies gelingt jedoch nicht, und Leila gerät dank eines unbekannten Beschützers in dessen Gastfreundschaft. In seinem Zuhause angekommen, erfährt sie, dass dieser ein Prinz ist und Raaj seine Gemahlin.
Raaj lädt ihre alten Freundinnen zum Lichterfest ein. Wieder stehen alle drei Frauen vor Laila. Dann erkennen die anderen Gäste Laila und beschimpfen sie und den Prinzen, dass sie am Fest zugegen sein darf. Als sich die Lage zuspitzt, outet sich Barkha – nun Gesundheitsministerin –, ohne Rücksicht auf ihr Image als Lailas Mutter und will nun für sie sorgen.
Digvjay Singh will nach gescheitertem Bestechungsversuch wegen der entzogenen Lizenz die Gesundheitsministerin entführen lassen. Im Haus von Barkha treffen sie auf Laila. Sie nehmen sie gefangen und verstecken sie im Hafen.
Karan vermutet seinen Vater hinter der Tat und macht sich mit seinem Freund, der Laila mit den Entführern zum Hafen fahren gesehen hat, auf die Suche. Sein Freund hat Beziehungen zur Armee spielen lassen und hat ein Dutzend Soldaten in den Hafen berufen. Sie treffen dort tatsächlich auf die Entführer, und es kommt zum Kampf. Karans Vater kommt versöhnlich seinem Sohn zu Hilfe. Die Entführer entgehen im letzten Augenblick samt Laila, wäre da nicht ein Soldat, der in ihr Boot springt und sie aus den Klauen der Kriminellen befreit.
Es stellt sich heraus, dass dieser Soldat Barkhas College-Liebe war und somit Vater von Laila. Nun steht dem Glück Lailas nichts mehr im Wege.